# فيكتور فارياس
فيكتور فارياس (بالإسبانية: Víctor Farías)‏ هو مؤرخ تشيلي، ولد في 4 مايو 1940 في سانتياغو في تشيلي.